# إحليل
في التشريح، الإحليل هو قناة تربط المثانة إلى خارج الجسم. للإحليل وظيفة إخراجية في الجنسين بإخراج البول إلى الخارج، وأيضاً له وظيفة جنسية في الذكر (لعبور السائل المنوي).

## تشريح

### إحليل الأنثى

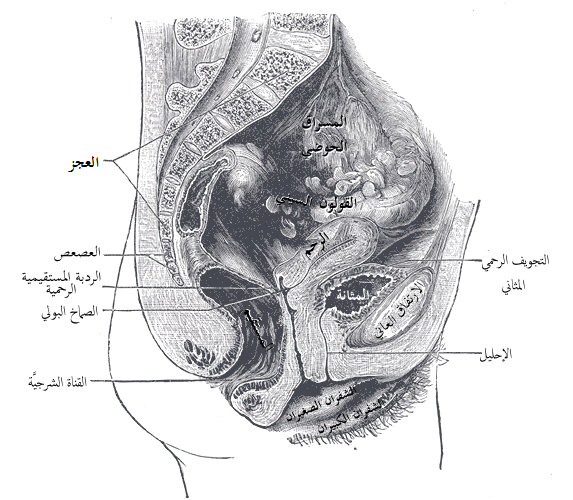
إحليل المرأة

في الأناث، يكون طول الإحليل 1-1,5 انش (2,5-4سم) وتكون فتحته في نهاية الفرج بين البظر وفتحة المهبل.

### إحليل الذكر

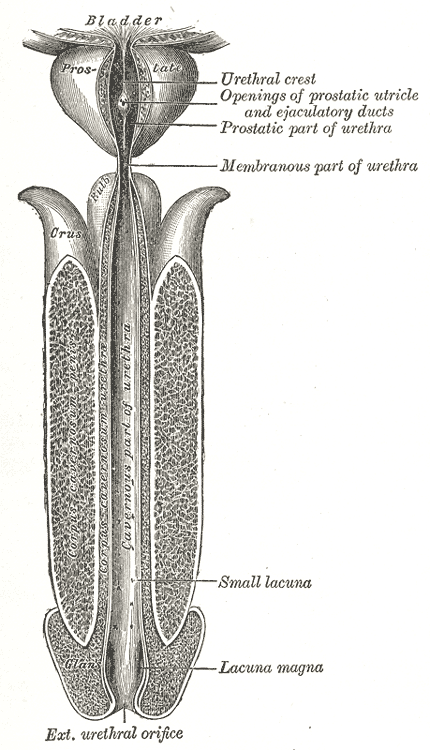
إحليل الذكر ، وتعلوه البروستات (في حجم الجوزة) ثم المثانة.

في الذكور، يكون طول الإحليل حوالي ال 8 انش (20 سم) وتكون فتحته في نهاية القضيب.وهو يوصل بين المثانة والخارج ووظيفته التبول وإخراج محتويات المثانة من البول إلى خارج الجسم.
عند خروج الإحليل من المثانة توجد غدة البروستات حوله، وهي غدة توجد عند الذكور ولا وجود لها في الإناث. غدة البروستات تكون طبيعيا في حجم جوزة عين الجمل، وهي تكبر مع تقدم العمر وقد تشكل مشكلة عند تقدم العمر إذ يعمل تضخمها على عدم سهولة مرور البول من المثانة إلى الخارج.

## صور إضافية

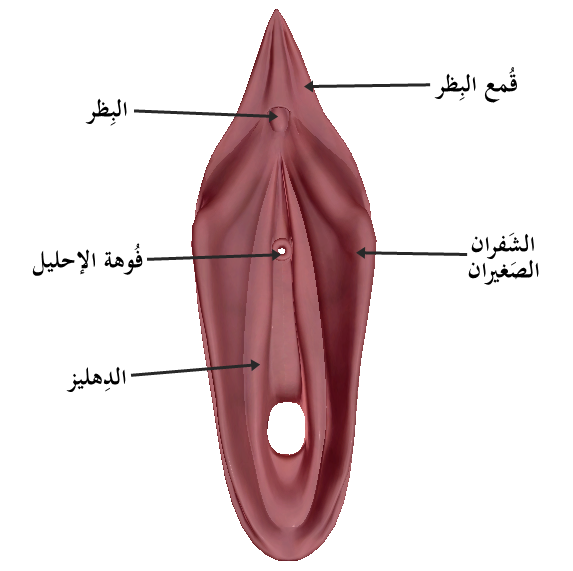
جُزء من الجهاز التناسُلي الأنثوي يظهر في البظر وَقُمع البِظر وَالشَفران الصغيران والدهليز وفوهة الإحليل